# Lasioglossum zingowli
Lasioglossum zingowli là một loài Hymenoptera trong họ Halictidae. Loài này được Cheesman & Perkins mô tả khoa học năm 1939.